# Iberis gibraltarica
Espèce
Classification phylogénétique
L'ibéris de Gibraltar (Iberis gibraltarica) est une espèce de plante à fleurs du genre Iberis et de la famille des Brassicaceae. Elle est l'emblème de la réserve naturelle d'Upper Rock à Gibraltar, mais est originaire d'Afrique du Nord. Gibraltar est le seul endroit d'Europe où la plante se retrouve à l'état sauvage. L'ibéris pousse dans les crevasses dans le calcaire, et on la voit souvent croître en abondance sur la face nord du Rocher de Gibraltar. Ses fleurs vont du violet pâle à presque blanc et peuvent atteindre 8 cm. 
Cette espèce d'ibéris est la fleur nationale de Gibraltar, où elle figurait sur la pièce de 50 pence locale entre 1988 et 1989. 

## Galerie

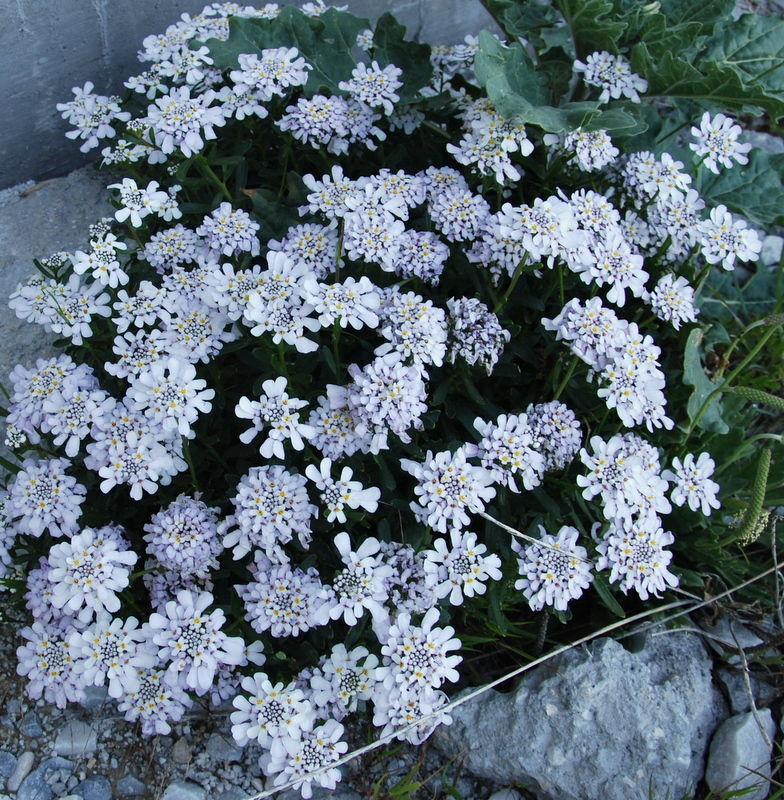
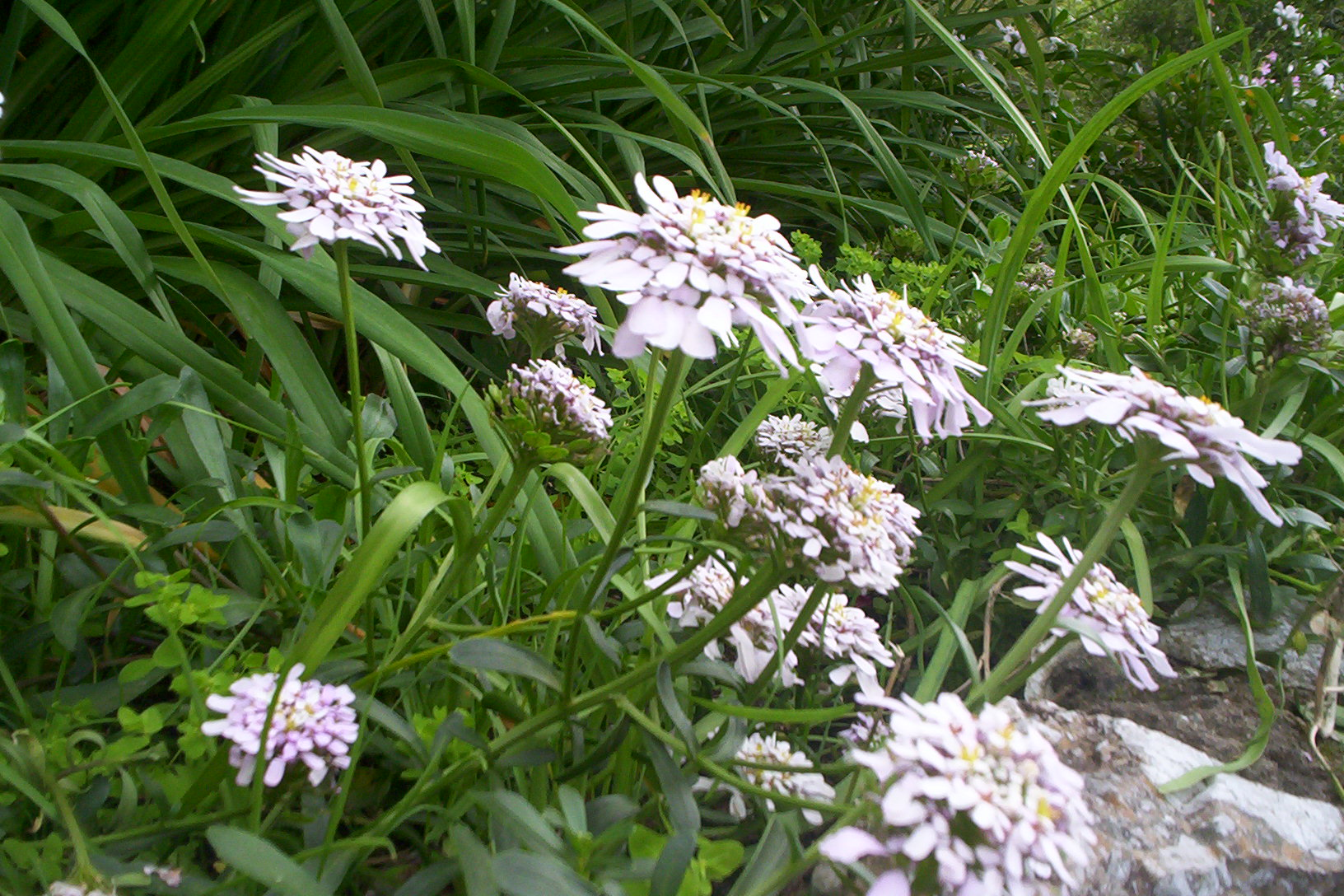